# Langreo
Langreo, (Asturian Llangréu), tên chính thức Llangréu / Langreo là một đô thị trong cộng đồng tự trị của Công quốc Asturias, Tây Ban Nha.

## Giáo khu
- Barros
- Ciaño
- El Entrego
- La Felguera
- La Venta
- Lada
- Riaño
- Sama
- Tuilla